# Terrassa Futbol Club
El Terrassa Futbol Club, con diversos nombres a lo largo de su historia, es una histórica entidad polideportiva catalana de la ciudad de Tarrasa (Barcelona), fundada en el año 1906.
El club juega en la Segunda División RFEF en la temporada 2023-24. El Terrassa FC cuenta en su palmarés con 4 Copas Cataluña en el fútbol -máximo título catalán-, como títulos principales. Pese a disputar 15 temporadas en Segunda División, el equipo egarense no ha podido ascender nunca a la máxima categoría del futbol español. Su clásico rival es el Centre d'Esports Sabadell, por el duelo eterno que comparten estas dos ciudades vallesanas. Este enfrentamiento se debe a que las dos ciudades comparten la capitalidad de la comarca catalana del Vallés Occidental, algo inédito en España.

## Historia
En 1902 se juega el primer partido de fútbol en Tarrasa, por parte de estudiantes de la Escuela industrial. En 1906 un grupo de estos jóvenes crean el Young's Club en los terrenos de En Belil. Dos años más tarde pasa a denominarse Terrassa Foot-Ball Club, que en 1911 pasa a ser Terrassa Futbol Club. 

### Primeros años de vida del club
En su primera década, el club participa en muchos partidos y campeonatos amistosos, destacando la prestigiosa Copa Red Room, obtenida ante el Salut FC. El primer partido documentado se remonta al 22 de enero de 1911, un amistoso en el que el Young’s Club ganó al Lawn Tennis Club por 9-0.
En 1917, el Terrassa se adjudica tres trofeos: la Copa Ramón Torras, la Copa del Día Gráfico y la Copa Sport, y se enfrenta en dos ocasiones al F. C. Barcelona, imponiéndose los egarenses en ambos partidos por 1-0 y 2-1. Un año después, en 1919, vence al entonces imbatido campeón de España, el F. C. Barcelona, por 2-1 en la Copa del Alcalde de la ciudad. En 1924 se disputa el primer partido oficial entre el Terrassa FC y el F. C. Barcelona, con victoria egarense por 0-1 (gol de Gracia) en el Camp de Les Corts. También se jugó un partido contra el RCD Español, con victoria local por 2-1. En 1925, el Terrassa obtiene su primera Copa Cataluña, entonces una de las competiciones más importantes de España. De hecho, el Tarrasa Fútbol Club ganó las dos primeras ediciones de la historia de la Copa Cataluña: la de 1925 (en el partido decisivo ganó 2-0 al CD Sabadell, el 6 de diciembre de 1925, con goles de Pedrol y Argemí) y la de 1936 (superó al Martorell, CD Sabadell, Vic, F. C. Barcelona y Gerona FC en la final, por 3-2, el 28 de junio de 1936, con goles egarenses de Colomer, Nieto y Malón) (3) (4). En 1926, 1930 y 1933 el Terrassa FC (Sección Hockey, perteneciente a la entidad hasta los años 60) consiguió los Campeonatos de Cataluña de hockey sobre hierba (máximo título catalán). En 1933 el Terrassa FC consiguió su primer Campeonato de España de hockey sobre hierba (máximo título español, el único posible en aquella época) tras batir por 3-0 al Atlético de Madrid en la final disputada en Terrassa.

### Los brillantes años de la posguerra: un alud de títulos en hockey hierba para liderar el palmarés del Vallés
La Guerra Civil provocó que la competición se detuviera. Una vez acabada, empezaron los duros años de la posguerra, donde económica y socialmente todos los clubes intentaban sobrevivir. En 1942 el Terrassa FC conquistó la Copa Presidente de la Federación. En la sección de hockey hierba, el Terrassa FC arrasó de forma espectacular: ganó todos los Campeonatos de Cataluña (máximo título catalán) desde 1940 hasta 1950. También ganó el Campeonato de Cataluña de 1952, 1953, 1956 y 1959. Además, conquistó el Campeonato de Cataluña de hockey hierba femenino de 1958, 1959, 1960, 1961 y 1962. El Terrassa FC conquistó los Campeonatos de España de hockey sobre hierba (máximo título español) de 1943, 1945, 1946, 1948, 1949, 1950, 1951 y 1955. El Terrassa FC también ganó el Campeonato de España de hockey sala (máximo título español) en 1961. Para redondear unos hitos inimitables, ganó el Campeonato de España de hockey sobre hierba femenino (máximo título español) en 1958, 1959, 1960, 1961 y 1962 y otros títulos en diversas secciones. En fútbol, el Terrassa FC conquistó la Liga de Tercera 1953-54 y 1961-62. El año 1960, el Terrassa FC deja el campo del Obispo Irurita (en la actual calle de Pi i Margall) y se traslada al Campo de la Zona Deportiva, que se inaugura con un partido ante el Sevilla, con resultado final de 2-4. El primer goleador terrassista del nuevo estadio fue Campos. Esa misma temporada, el Fútbol Club Barcelona elimina al Terrassa de la Copa al vencer por 4-2 en el Camp Nou ante más de 80.000 espectadores.

### El Terrassa vuelve a renacer
Ya en los años setenta, Josep Masdefiol es elegido como nuevo presidente del Tarrassa, al que dará un gran impulso económico y deportivo. Masdefiol crea el primer Trofeo Internacional de Fútbol Ciutat de Terrassa, durante el cual se inauguran las nuevas torres de iluminación artificial, y en el que participan equipos de la talla del Bayern de Múnich, el Real Zaragoza y el Ferencváros húngaro. Ese mismo año se convoca un concurso de himnos para el club. De los seis originales que se reciben, el de Vicenç Villatoro fue el elegido como himno oficial del club, actualmente conocido como Himno del Centenario. El Terrassa FC ganó la Liga de Tercera División (equivalente a la Segunda B actual) de 1967-68, 1969-70 y 1974-75.
Josep Masdefiol deja el cargo de presidente y se va del club con casi 7000 socios y el primer equipo en Segunda, como había prometido.
El 16 de abril de 1977, el conjunto egarense organiza un partido amistoso contra el equipo titular del Real Madrid Club de Fútbol, presenciado por más de 20.000 espectadores, que finaliza con 1-3 favorable a los visitantes. Los años ochenta fueron especialmente terribles para el club. Aun así, el equipo consiguió eliminar al Real Club Deportivo Español de la Copa empatando en Estadio de Sarriá y ganando en el Olímpico.

### El equipo parece salir de la crisis
El 14 de julio de 1983 el club cuenta con apenas 924 socios, de los cuales económicamente 33 asisten a la asamblea del club, en la que se aprueba un presupuesto de 16 millones de pesetas. El club parece salir de la crisis: consiguiendo el cuarto Campeonato de Cataluña sub-23 consecutivo (hito sin precedentes) y ascendiendo a Segunda División B, categoría en la cual juega dos temporadas. Sin embargo, en 1989, el equipo baja a Tercera División, y en la temporada siguiente baja a Regional Preferente, se especula con el fin de la entidad. Al final, gracias a las acciones de las distintas juntas posteriores, el club sale a flote.

### La decepción en Málaga
En 1997, el Ayuntamiento y varias empresas locales intervienen económicamente otra vez, pagando las fichas pendientes de los jugadores del primer equipo. El alcalde se reúne con varios empresarios locales y se toma la decisión de impulsar el club económica y deportivamente, así como convertirlo en Sociedad Anónima Deportiva a medio plazo. El Terrassa FC acaba la temporada en tercera posición, detrás del Fútbol Club Barcelona B y el Real Club Deportivo Mallorca B, y se asegura una plaza en la liguilla de ascenso a Segunda, en la cual queda emparejado con Talavera, Beasáin y Málaga CF, siendo este último el que ascendió finalmente.

### Ascenso a Segunda, años memorables, centenario 2006

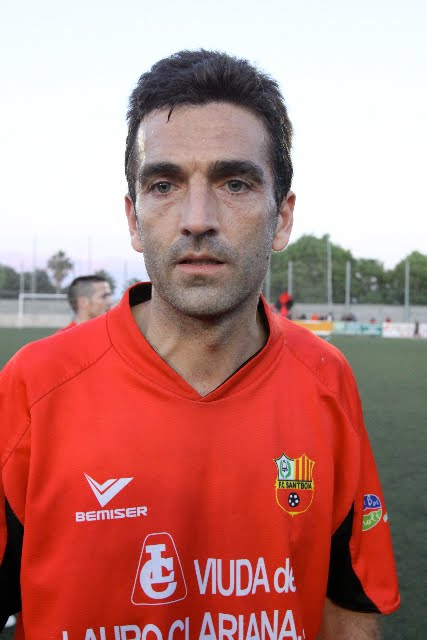
Monty, jugador del Terrassa entre 2000 y 2006.

En la temporada 2001-2002, de la mano de Miguel Álvarez, el Tarrassa acabó en la quinta posición, pero el descenso del primer equipo del Zaragoza sirvió para que el club pudiera jugar el play-off de ascenso a Segunda A, que resolvió con 6 victorias de 6 posibles, un récord que todavía ostenta. Aquel mismo año el Terrassa consiguió su tercera Copa Cataluña venciendo al F. C. Barcelona en los penaltis después de que el partido acabara con empate a un gol (por el Terrassa FC marcó Monty) al final de los 90 minutos. El resultado en la tanda de penaltis fue de 4-1. Ese éxito coincidió con la celebración del Centenario del Fútbol en Terrassa (2002).
En la temporada 2002-2003 se completó una muy buena primera vuelta en el regreso a la 2.ª División A, que fue 'premiada' con un Real Madrid-Terrassa en Copa. El Terrassa dio una gran imagen y vivió una noche inolvidable gracias a Monty (el resultado del partido fue 3 a 3). Además, se ganó una nueva Copa Cataluña (la cuarta) ante el Gavá en el campo de la Nova Creu Alta en el año del centenario del Sabadell por 3 a 0 (dos goles de Keko y uno de Yago parreño) y finalmente se consiguió la permanencia contra el Leganés en una noche memorable con 13 000 espectadores que llenaron de color las gradas del Olímpic y donde incluso las escaleras estaban llenas de público. De momento, el Terrassa FC es el único club del Vallés que ha ganado el máximo título catalán (4 Copas Cataluña -1925, 1936, 2002, 2003- en tanto que máximo título; desde 2014-15 lo es la Supercopa Cataluña).
Durante el año 2006, ya en Segunda B, el Terrassa conmemoró su centenario.
Por desgracia y tras una mala gestión por las antiguas juntas directivas el Terrassa F.C. SAD descendió en la temporada 09/10 hasta la tercera división. Acabando un nefasto año en 2.ª B donde quedó último en su grupo muy lejos de la salvación, con una plantilla muy ajustada ocupa el puesto de colista desde principio a fin, sumando durante todo el torneo tan sólo seis victorias y siete empates, un bagaje muy corto para su supervivencia en la categoría.

### 2009 - 2020 Nuevo cambio de nombre del Terrassa FC, nacimiento del Terrassa Olímpica 2010 y años difíciles.
El Terrassa F.C. desde algunos años antes del descenso es una sociedad moderna, aunque su economía empieza a sufrir demasiados vaivenes que le hacen zozobrar en picado. Producto de estos males económicos, la pérdida de potencial deportivo es cada vez más evidente y las clasificaciones más rezagadas. A principios de 2009, estando el club bajo la presidencia de Kiko Sánchez entra bajo el efecto de la Ley Concursal por una deuda contraída que se estima alrededor de los tres millones de euros, llegándose al término de la temporada con una deuda sobre los jugadores de cerca de trescientos cincuenta mil euros. Estos denuncian al club y dada la inviabilidad del proyecto el magistrado del Juzgado Mercantil decreta la liquidación de la S.A.D. Acto seguido se pone en subasta la unidad productiva y la plaza en Segunda División B a la que optan tres candidaturas, siendo la de Terrassa F.C. Sports S.L. liderada por Kiko Sánchez (las otras dos son la de Anabel Junyent respaldada por la Fundación del Terrassa F.C. y tercera Promosport S.L.), quien adquiere los derechos mediante subasta realizada el 29 de junio de 2009 por tan sólo seis mil euros y satisfaciendo la deuda contraída con los jugadores.
La adquisición por parte de la empresa Terrassa Fútbol Club Sports S.L. significa una revolución en el estamento competitivo y en especial el futbolístico gracias a la controvertida decisión del juez José María Ribelles Arellano, titular del Juzgado Mercantil de Barcelona n.º 2 que lleva el caso, puesto que esta sentencia significa un caso inaudito en el fútbol español al otorgar la regencia de un club deportivo a una sociedad limitada, acto contrario a las reglas establecidas por la Ley del Deporte que establecen que ningún club con forma jurídica mercantil, sea Sociedad Anónima o Sociedad Limitada, puede participar en categoría de fútbol profesional. Es decir, dado el carácter semiprofesional de la Segunda División B y el carácter mercantil del nuevo club, los rectores de la empresa aprovechan hábilmente este vacío legal y consiguen competir en Segunda B pagando solamente los derechos de la plaza más las deudas respecto a los jugadores, librándose de hacer lo mismo con los acreedores. La RFEF derrotada por el magistrado barcelonés no tiene más remedio que el de acatar la orden judicial y admitir al club egarense en la categoría para la campaña 09/10, estudiando modificar su reglamentación lo antes posible para evitar que hechos como este vuelvan en el futuro a repetirse.
El nuevo club, denominado Terrassa Olímpica 2010 S.A.D., se mantiene como Terrassa F.C. gracias a la adquisición del nombre en la subasta. Deportivamente la sesión 09/10 es un caos para la nueva entidad rojilla y con una plantilla muy ajustada ocupa el puesto de colista desde principio a fin, sumando durante todo el torneo tan sólo seis victorias y siete empates, un bagaje muy corto para su supervivencia en la categoría. Su futuro no es muy halagador y sumido en Tercera División se esperan años difíciles.
En la temporada 2010-2011, tras su descenso a la Tercera División, el Terrassa F.C. realizó una temporada muy discreta, en la que quedó en decimosegundo lugar.
En la temporada 2011-2012, el Terrassa consiguió una mejor posición, aunque no lo suficiente como para llegar a las cuatro primeras posiciones. Quedó en séptima posición, a seis puntos de la cuarta plaza con 58 puntos.
En la temporada 2013-2014, el equipo conseguía por fin la cuarta plaza en su grupo de Tercera División tras una buena temporada en la que hubo un empate triple a 69 puntos con el CE Europa y la UE Rubí. En los play-off de ascenso a Segunda División B perdió en primera ronda contra el Linares Deportivo, con una victoria del Linares 0 a 1 en el Olímpic de Terrassa, con gol de Rafa Payán , y un empate a 0 en Linares. 
En la temporada 2014-2015, el equipo vuelve a desaparecer de los play-off de ascenso, tras una temporada regular, en la que quedó en séptima posición con 59 puntos.
En la temporada 2016-2017, el Terrassa consigue su mejor posición en Tercera División después de su último descenso, llegando a la tercera posición tras la UE Olot y CF Peralada, quienes estos dos acabaron ascendiendo. El equipo consiguió una buena posición en la tabla al sumar 66 puntos. En los play-off, volvió a ser eliminado en primera ronda, pero esta vez frente al Ontinyent CF. El partido de ida se disputó en El Clariano, dónde se empató a uno gracias a los goles del jugador del Terrassa FC Velillas, y el de Doménech del Ontinyent de penalti muy dudoso donde se cree que era fuera del área el momento de la falta. En el partido de vuelta, el Ontinyent CF se llevó la victoria tras un gol de penalti, un penalti muy dudoso de nuevo como en El Clariano. Desde este momento, la relación entre Tarrasa y Ontinyent se ha vuelta totalmente tóxica, después de que los aficionados de Tarrasa y Ontinyent se peleen por lo que sucedió en aquel playoff, una pelea que empezaron los egarenses. Gracias a esos penaltis dudosos, el Ontinyent pasó de ronda en ronda hasta acabar ascendiendo a Segunda B.
En la temporada 2017-2018, se consiguió el segundo play-off consecutivo tras quedar en cuarta posición con 64 puntos. Esta vez se consiguió superar la primera ronda, en la que se enfrentó al Mar Menor FC. En el partido de ida, David Toro marcó de penalti, y eso le valió al Terrassa FC para llevarse la ventaja a Murcia. En el partido de vuelta, se sentenció la eliminatoria al conseguir marcar dos goles en El Pitín. En la segunda ronda, el Terrassa se enfrentó a la SD Compostela. En el partido de vuelta, el Terrassa se llevó un buen resultado para ir a Galícia, ya que ganó el encuentro por 2 goles a 0. En el partido de vuelta el equipo dejó ir la ventaja que tenía y perdió por 3 goles a 0, los tres goles fueron en la primera parte donde un Compostela mejor planteado, derrumbó e hizo papilla al equipo egarense, aunque no se puede decir que el equipo egarense no intentó darle la vuelta ya que fueron superiores en la segunda parte, donde los propios narradores gallegos estaban preocupados. Pese a que la SD Compostela pasara de ronda, perdería en la siguiente y no ascendería.
En la temporada 2018-2019, el Terrassa FC quedó en zona alta. El Terrassa FC de fútbol playa femenino conquistó el Campeonato de Cataluña.
En la campaña 2019-20, el Terrassa FC, que conquistó el Torneo de Históricos en la final contra el Badalona (2-1, goles de Virgili y Lucas Viña), se encontraba en su mejor momento desde que participa en la Tercera División. Al llegar a la Pandemia del Coronavirus y el parón a nivel deportivo debido a la Cuarentena, el Terrassa ha terminado como 2.º clasificado en una liga en la que ha competido frente a frente el liderato contra L'Hospitalet, aunque lamentablemente, perdió el duelo y el Terrassa terminaba la temporada liguera en 2.º puesto con 53 puntos, 6 por debajo del líder, L'Hospitalet. Pese a perder ese liderato, el Terrassa llega a los playoffs en la que ha sido su mejor temporada desde que llegó a Tercera en 2010 y se dice que puede ser el año en el que el club salga del "pozo". Pese a vencer al Europa en las semifinales del playoff por 1-0, empataron con l'Hospitalet en la final y por mérito deportivo al quedar l'Hospitalet por delante en la liga, ascendió.
En la temporada 2020-21 el Terrassa realizaría su undécima temporada en Tercera División, buscando de nuevo un gran resultado en la temporada liguera y, si hay posibilidad, buscar ese ansiado ascenso, donde Xevi Molist continuará un año más como entrenador en el conjunto egarense.

### 2021 - Nueva reestructuración de la Segunda B, 2.ª RFEF, polémica con la federación, 115 aniversario.
El Terrassa empezaría la temporada donde se esperaba peleando por los primeros puestos. Pese a ello, las rachas positivas serían muy importantes, ya que al tener un mal resultado en un solo partido, empezarían las decadencias y las irregularidades hasta obtener un mejor resultado. La moral sería la clave de un equipo talentoso pero irregular. La derrota contra el Valencia CF por 2-4 de locales pese a haber ido ganando durante 80 minutos por dos goles en la primera fase de la Copa del Rey, haría que tuvieran malos resultados durante los siguientes tres partidos, donde perdió dos de ellos, y uno de ellos contra el colista (Montañesa) que aún no había ganado un partido. Pese al ya proyecto formado, Xevi Molist sería sustituido a mitad de temporada justo después del partido contra la Montañesa, por Juanjo García, quien se ocuparía de llevar al Terrassa hasta final de temporada. El equipo y el propio nuevo entrenador serían discutidos por la afición, debido a que pese a que se ganaran partidos, en los partidos importantes no dieron la talla. Terminaron la temporada liguera en tercera posición a muchos puntos de los dos líderes, el CE Europa y el FC Vilafranca, pero clasificados para la fase de ascenso.
Al finalizar dicha fase de ascenso, el equipo volvió a quedar en tercera posición, pero consiguió el ascenso a Segunda RFEF ya que la normativa no permitía ascender al FC Vilafranca por ser equipo dependiente del Lleida Esportiu que ya iba a ocupar plaza en esa categoría.
Y el filial (Fundació Terrassa FC 1906) ascendió a Tercera Catalana.

### Exilio a Can’Anglada
Debido a la Copa Mundial femenino de Hoquei 2022, con sede en Terrassa el club egarense se vio obligado a abandonar el Estadi Olímpic (por segunda vez en su historia, la primera a Can Jofresa). El club, aún la polémica decidió jugar en el Municipal de Can’Anglada, debido a la cercanía, compartiendo así instalaciones con el CP San Cristóbal. Por otra parte el fútbol base y las categorías inferiores también tuvieron que emigrar principalmente al nuevo campo de Les Fonts (durante la primera temporada de exilió).
La primera temporada en Can’Anglada el Terrassa se consagró en la media tabla, quedando en el 8 puesto, cerca de las primeras posiciones de la tabla.
La siguiente temporada el club volvió al Olímpic en diciembre del 2022, abandonado así el Can’Anglada después de una temporada y media. También el futbol base volvió a l’Estadi eso si comenzó la temporada jugando en mayor parte en el Campo del Bonaire, en este momento aunque las instalaciones principales sean el Olímpic el Terrassa sigue utilizando para diferentes actividades el Municipal del Bonaire.

## Uniforme

### Evolución
|  |  |  |  |  |  |

## Estadio
- Nombre: Olímpico de Tarrasa
- Capacidad: 11.500 espectadores
- Dimensiones: 105 x 70 metros
- Año de inauguración: 1960

Otros Complejos
- CE Les Palmeres: (Fútbol formativo, y FutFem)
- Pabellón La Maurina y Polideportivo Las Arenas (secciones polideportivas)

## Secciones Polideportivas y Femeninas
Cabe destacar el gran e histórico potencial del Terrassa FC (antes CD Terrassa) a lo largo de su historia, llegándose a convertir en una de las grandes entidades nacionales en diferentes modalidades deportivas . Todo esto gracias a sus secciones polideportivas, algunas siguen hoy en día en el club o de la mano de otros clubes colaboradores, como es el caso del Hockey la sección con más títulos de la historia del club que ahora sigue con el nombre de Club Deportiu Terrassa, (colaborador habitual del club), también está el Balonmano, con el que en los últimos años se han conseguido muchos éxitos en esta nueva etapa en el Club Handbol Terrassa, cabe decir que el club también ha contado con secciones como Hockey Patines (con el nombre SFERIC i Terrassa FC) también Atletismo, o Ciclismo.
Secciones más recientes son como por ejemplo la del Fútbol Femenino, Futbol Sala, Futbol Playa o eSports. Comenzaremos por la primera una de las secciones más destacadas del club que en sus inicios llegó estar en la Primera Iberdrola , eso si, antes de que fuera profesional, la más reciente de todas las secciones del club es la de futbol Sala, nació gracias a filiaciones y fusiones entre varios clubes de la ciudad que decidieron integrarse dentro del club egarense, cuenta con una gran escuela, que entrenan en diversos pabellones y polideportivos de la ciudad, cabe destacar el Polideportivo de las Arenas que es donde están las oficinas de la sección y el Pabellón de la Maurina que es donde disputa los partidos el amateur futsal, el primer equipo se encuentra en División de Honor Catalana, a un paso de categorías estatales, el objetivo de la sección es llegar a Segunda Federación.

## Entrenadores
| - Luis Miró (1949-52) - Benito García (1953-54) - José Valero Martín (1954-55) - Ricardo Gallart Selma (1955-57) - Amadeo Navarra Ginesta (1957) - Zvonko Monsider (1957-58) - Miguel Farré Lladó (1958) - Zvonko Monsider (1958) - Pedro Eguiluz Lamarca (1958-59) - José Espada Virgós (1959-61) - Amadeo Navarra Ginesta (1961) - Carriega (1964-65) - Cheché Martín (1973-74) - Vicente Dauder Guardiola (1975-76) - Abdallah Ben Barek (1976-77) - José Seguer Sans (1977-78) - José Sanjuán Ibáñez (1978) - José Iglesias Fernández (1978-79) - Gustavo Biosca (1979) - Martí Alavedra Arola (1987-88) - Martí Alavedra Arola (1988) - Melchor Navarro Caparrós (1988) - Jordi González Oliva (1988-89) - Marc Serrano Villuendas (1994) - Antonio Samblás Afan de Rivera (1994) - Jordi Gonzalvo Solà (1994-95) - Alfonso Muñoz Jaso (1995-97) - Josep Maria Nogués (1997-99) | - Bernardo Tapia Montiel (1999) - Alfonso Muñoz Jaso (1999-00) - Jordi Gonzalvo Solà (2000) - Bernardo Tapia Montiel (2000) - Miguel Álvarez Jurado (2000-03) - José Delgado Márquez (2003) - Enrique Martín Monreal (2003-04) - Juan Manuel Lillo Díez (2004-05) - José Delgado Márquez (2005) - Jordi Vinyals (2005-06) - Miguel Álvarez Jurado (2006-07) - Juan Carlos Pérez Rojo (2007-08) - Sergio Lobera Rodríguez (2008-09) - José Luis García Martínez (2009) - Miquel Olmo (2009-11) - Miki Carrillo (2011-2013 - David Pirri (2013-15) - José Luís Duque (2016) - Toni Rodríguez (2016) - Agustín Vacas (2016-17) - Cristian García Ramos (2017-2019) - Xavier Molist (2019-2020) - Juanjo García (2021) - Jordi López (2021-2023) - Gerard Garrido (2023) - Chus Trujillo (2023-2024) - Víctor Bravo de Soto Vergara (2024-) |

## Presidencia
- Presidente: Jordi Cuesta Blas
- Vicepresidente: Gaspar Alomar Serrallach
- Secretario Técnico: Idelfons Doblas Merino
- Vicepresidenta 2.ª: Marta Armengol Peñarroya
- Director Deportivo: Miquel Ezequiel
- Máximo Accionista: Konstantinos Tsakiris

## Datos del club
- Temporadas en 1.ª: 0
- Temporadas en 2.ª: 16
- Temporadas en 3.ª Categoría PRO/1.ª RFEF: 0
- Temporadas en 2.ª B/2.ª RFEF: 20 (incluida la 22/23)
- Temporadas en 3.ª RFEF: 44
- Temporadas en 1.ª Catalana : 1
- Temporadas en Copa del Rey : +20
- Temporadas en Copa RFEF: +30 (Incluida la 22/23)

## Palmarés
Títulos
- 1 Copa de Europa (Eurowinners Cup) de fútbol playa femenino (Terrassa FC Bonaire) (2022).
- 4 Copa Cataluña (1925, 1936, 2002 y 2003).
- 4 Campeonatos de Cataluña sub-23 (1983-84, 1984-85, 1985-86, 1986-87).
- 2 Campeonatos de Cataluña de Segunda Categoría (1915-16, 1923-24).
- 4 Fase Autonómica Copa RFEF (1993-94, 1997-98, 2000-01, 2022-23).
- 1 Supercopa de Cataluña (1916).
- 1 Campeonato del Vallés (1915).
- 5 veces campeón de Tercera División Española (1953-54, 1961-62, 1967-68, 1969-70, 1974-75).
- 10 Campeonatos de España de hockey hierba (1933, 1943, 1945, 1946, 1948, 1949, 1950, 1951, 1955, 1966).
- 4 Campeonatos de España de hockey sala (1957, 1961, 1965, 1966).
- 7 Campeonatos de España de hockey hierba femenino (1958, 1959, 1960, 1961, 1962, 1963, 1968).
- 2 Campeonatos de España de hockey sala femenino (1965, 1966).
- 18 Campeonatos de Cataluña de hockey hierba (1926, 1930, 1933, 1940, 1941, 1942, 1943, 1944, 1945, 1946, 1947, 1948, 1949, 1950, 1952, 1953, 1956, 1959).
- 7 Campeonatos de Cataluña de hockey sala (1957, 1958, 1959, 1962, 1965, 1966, 1968).
- 10 Campeonatos de Cataluña de hockey hierba femenino (1958, 1959, 1960, 1961, 1962, 1963, 1964, 1965, 1966, 1968).
- 10 Campeonatos de Cataluña de hockey sala femenino (1958, 1960, 1961, 1962, 1963, 1964, 1965, 1966, 1967, 1968).
- 1 Copa Federación de hockey hierba (1951).
- 2 Copas Federación de hockey sala femenino (1959, 1962).
- 1 Trofeo Presidente de hockey hierba (1964).
- 4 Torneos de Primavera de hockey hierba (1941, 1942, 1950, 1953).
- 3 Torneo de Otoño de hockey hierba (1949, 1953, 1956).
- 1 Campeonato de España de la sección femenina (1948).
- 1 Copa de Europa de boxeo (1979-80).
- 2 Campeonatos de Cataluña femeninos de fútbol playa (2018, 2022).
- Subcampeón del Campeonato de España de Aficionados (1): 1984.
- Subcampeón de Primera Femenina de Futbol Playa (2022).
- 1 Campeonato de Primera División Catalana Femenina (2017-2018).
- 1 Liga de Cuarta Catalana (Terrassa FC B) (2020-2021).
- 1 Liga de Primera Catalana (fútbol sala) (2021-2022).
- 1 Liga de Segunda Catalana (Terrassa FC B, fútbol femenino) (2021-2022).
- 1 Campeonato del Grupo Norte de la Liga Nacional de fútbol Playa (fútbol playa femenino) (2021-2022).
- 1 Liga de Segunda Catalana (fútbol sala femenino) (2022-2023).
- 1 Liga de División de Honor catalana (fútbol sala) (2022-2023).

## Trofeos amistosos
- Trofeo Ayuntamiento de Terrassa + Ciudad de Terrassa (48): El primero en 1922, los últimos en 1984, 1986, 2009, 2011, 2016
- Copa del Red-Room (2): 1912, 1913
- Copa Cardellach (1): 1915
- Trofeu Nova Tàrrega (1): 1916
- Copa La Constància (1): 1917
- Copa El Día Gráfico (1): 1917
- Copa de la Festa Major del Júpiter (1): 1917
- Copa Soler Festa Major (1): 1919
- Copa de l'Alcalde (1): 1920
- Copa de la Comissió de Festes (1): 1920
- Copa d'Alfons Sala (1): 1920
- Copa Domènec Palet i Barba (1): 1921
- Copa Vilafranca (1): 1921
- Copa Jaume Pastallé (1): 1922
- Copa Piera i Brugueras (1): 1922
- Trofeu American Bar-A. Calsina i fill-Festa Major de Terrassa (1): 1922
- Copa Anís del Taüp Festa Major Olesa (1): 1922
- Copa Martí (1): 1922
- Copa Girona (1): 1922
- Copa Anís La Parra (1): 1923
- Copa de l'American Bar (1): 1923
- Copa Mancomunitat (2): 1923, 1965
- Copa Paco Alfonso (1): 1923
- Trofeu Ajuntament de Castellbisbal (2): 1923, 1925
- Copa Ricard Fatjó i Joan Bosch (1): 1923
- Copa Ferrocarriles de la Generalidad de Cataluña (1): 1923
- Copa Los Almacenes El Blan (1): 1923
- Copa Granja Royal (1): 1924
- Copa Bosch (1): 1924
- Copa Cine Rambla (2): 1924 (24 y 25 de diciembre)
- Copa Ribas (1): 1925
- Copa Llotja número 3 (1): 1925
- Trofeu Barrachina (1): 1925
- Copa Cercle Egarenc (1): 1925
- Copa Júpiter (1): 1925
- Copa Casa Pastallé (1): 1925
- Copa Joan Boix (1): 1925
- Copa Francisco Llongueras (1): 1925
- Copa El Día (1): 1925
- Copa Devan (1): 1926
- Campionat del Vallès i Copa Gemma (1): 1927
- Copa Joieria Costín (1): 1927
- Copa Canals i Nubiola (1): 1928
- Torneig Festa Major Sabadell (2): 1928, 1955
- Copa Julià (1): 1929
- Copa La Nau (1): 1929
- Copa Doctor Aiguadé (1): 1931
- Trofeu Rosendo Font (1): 1933
- Trofeu El Mundo Deportivo (lligueta) (1): 1933
- Trofeu Trompeta (1): 1933
- Copa Homenatge Santillana (1): 1933
- Copa Gàngsters (1): 1933
- Trofeu Festa Major de Tàrrega (1): 1933
- Trofeu Mataró (2): 1934, 2006
- Trofeu Homenatge Gabriel Vila (1): 1934
- Trofeu Festa Major Sant Sadurní d’Anoia (1): 1934
- Trofeu egarenc (1): 1934
- Copa Mutualitat Esportiva de Catalunya (lligueta) (1): 1934
- Copa aniversari Terrassa FC (1): 1936
- Copa Jornada Benéfica (1): 1936
- Trofeu Ajuntament de Barcelona (1): 1936
- Copa Félix Bartra (Café Colón) (1): 1939
- Trofeu Unión Comercial e Industrial de Terrassa Any de la Victòria (1): 1939
- Trofeu Festa Major Sant Cugat (2): 1940, 1948
- Trofeu contra el campió d’Espanya (1): 1941
- Trofeu Bobadilla Vinos y Coñac de Jerez (1): 1941
- Trofeu Enrique Ramírez (1): 1942
- Copa de la Liberación (1): 1943
- Trofeu Festa Major de Rubí (2): 1947, 1948
- Trofeu Ajuntament de Rubí (2): 1947, 1969
- Copa Impremta Marcet (1): 1948
- Trofeu Homenatge Javier Olivé (1): 1948
- Trofeu Berenguer Ticó (1): 1948
- Trofeu S. Roig (1): 1949
- Trofeu Paños Devant (1): 1949
- Trofeu A. Grau (1): 1949
- Trofeu Festa Major Manlleu (1): 1953
- Trofeu Sabadell (1): 1954
- Trofeu Comissió de Festes Aplec (1): 1954
- Trofeu Festa Major de Vic (1): 1954
- Trofeu Gran Casino Semana del Joven (1): 1954
- Copa Citrònia (1): 1955
- Trofeu Gomà Festa Major de Mollet (1): 1956
- Trofeu Manuel Aribau Fraga (1): 1956
- Trofeu Caja de Pensiones para la Vejez y de Ahorros-Festa Major de Gràcia (1): 1956
- Trofeu Festa Major i Ajuntament de Badalona (1): 1957
- Trofeu Ajuntament La Garriga (1): 1959
- Trofeu Sandaru Feria y Fiesta de San Isidro (1): 1960
- Trofeu Primavera Barcelona Nord (1): 1960
- III Trofeu Fundador Domecq (1): 1962
- Trofeu Ajuntament Santa Coloma de Gramenet (1): 1962
- Copa de l'Ajuntament de Roses (1): 1963
- Copa Étoile (Francia) (1): 1964
- Trofeu Ajuntament de Tàrrega (1): 1964
- Trofeu Lucosa (1): 1964
- Trofeu Festa Major Igualada (2): 1965, 1970
- Trofeu Festa Major Sant Llorenç Savall (1): 1966
- Trofeu Ajuntament d’Ullastrell (1): 1967
- Trofeu Estadi (1): 1967
- Trofeu Festa Major Amposta (1): 1968
- Trofeu Festa Major Vivendes Agut i Can Boada del Pi (1): 1968
- Trofeu Indústria i Comerç de Terrassa (1): 1969
- Copa Ajuntament de Valls (1): 1969
- II Trofeu Indústria i Comerç de Terrassa (1): 1970
- Trofeu Festa Major Argentona (1): 1970
- Trofeu Festa Major Les Fonts (2): 1970, 1986
- Trofeu Capella SA Festa Major de Santa Maria de Barberà (1): 1970
- Trofeo Círculo Artístico de Ciudadela (1): 1971
- Trofeu de Terrassa de Futbol Amateur (1): 1971
- Trofeu Noces d’Or de l’Olot (1): 1973
- Trofeu Válvulas Lac Festa Major de Can Palet (1): 1974
- Trofeu García Fusté (1): 1975
- Trofeu de Canovelles (2): 1979, 1992
- Trofeu Malgrat de Mar (1): 1979
- I Trofeu Almacenes Egara (1): 1979
- I Trofeu Vallès (1): 1980
- I Trofeu de Setmana Santa (1): 1987
- Trofeu San Lorenzo (1): 1991
- Trofeu Campions d'El Mundo Deportivo (3): 1992, 1994, 2002
- Trofeu Somriure del Mediterrani (1): 1993
- Trofeu Futbol Palau Plegamans-Würth España (1): 1993
- Torneig Joan Dorca de Manlleu (1): 1999
- Torneig de Tona (1): 2003
- Trofeo Gaspar Matas (1): 2003
- Torneig d’Onda (Triangular) (1): 2004
- Trofeu Vila de Sant Boi (1): 2005
- Triangular 50 aniversari CPSC (1): 2008
- Torneig de Puig-reig (1): 2008
- II Copa Nadal (1): 2009
- Torneig de Festa Major de Llançà (1): 2010
- Torneig de Festa Major de Gironella (1): 2010
- Trofeu Memorial Manuel Prades Juan XXIII (1): 2011
- Trofeu Matadepera (1): 2011
- Trofeu Pueblo Nuevo 2002 (1): 2011
- Trofeu Centenari Palau-solità i Plegamans (1): 2013
- XLV Torneig del Vallès i XXIII Memorial Emili Altimira i Alsina (1): 2014
- Trofeu Banc dels Aliments de Badia del Vallès (1): 2015
- Trofeo Villa de Gracia (6): 1924, 1944, 1981, 1997, 2017, 2023
- Trofeo Festa Major de Sants (4): 1925, 1957, 1994, 2018
- Torneo de Históricos del Fútbol Catalán (2): 2019, 2022
- Trofeo Festa Major de Manresa (5): 1957, 1985, 2007, 2017, 2020
- Trofeu Ciutat de Tàrrega (1): 2020
- Trofeu Memorial Xarau de Sant Llorenç de Morunys (1): 2022
- Copa Memorial Carles Capella (1): 2023